# Seznam dílů seriálu 4400 (2004)
Toto je seznam dílů seriálu 4400. Seriál má 4 řady s 44 díly a jedním speciálem. U epizod jsou napsány dva rozdílné roky, protože u seriálu proběhly dva dabingy. Dříve pro Cinemax a později pro TV Novu.

## Přehled řad
| Řada | Díly | Premiéra v USA    | Premiéra v USA | Premiéra v ČR | Premiéra v ČR |
| Řada | Díly | První díl         | Poslední díl   | První díl     | Poslední díl  |
| ---- | ---- | ----------------- | -------------- | ------------- | ------------- |
| 1    | 5    | 11. července 2004 | 8. srpna 2004  | 2005/2008     | 2005/2008     |
| 2    | 13   | 5. června 2005    | 28. srpna 2005 | 200?/2008     | 200?/2008     |
| 3    | 13   | 11. června 2006   | 27. srpna 2006 | 2007/2010     | 2007/2010     |
| 4    | 13   | 17. června 2007   | 16. září 2007  | 2008/2010     | 2008/2010     |

## Seznam dílů

### První řada (2004)
| Č. v seriálu | Č. v řadě | Původní název                       | Český název                    | Premiéra v USA    | Premiéra v ČR             |
| ------------ | --------- | ----------------------------------- | ------------------------------ | ----------------- | ------------------------- |
| 1            | 1         | Pilot                               | Návrat                         | 11. července 2004 | Cinemax 2005/TV Nova 2008 |
| 2            | 2         | The New and Improved Carl Morrissey | Nový a zlepšený Carl Morrissey | 18. července 2004 | Cinemax 2005/TV Nova 2008 |
| 3            | 3         | Becoming                            | Shromáždění                    | 25. července 2004 | Cinemax 2005/TV Nova 2008 |
| 4            | 4         | Trial By Fire                       | Zkouška ohněm                  | 1. srpna 2004     | Cinemax 2005/TV Nova 2008 |
| 5            | 5         | White Light                         | Bílé světlo                    | 8. srpna 2004     | Cinemax 2005/TV Nova 2008 |

### Druhá řada (2005)
| Č. v seriálu | Č. v řadě | Původní název         | Český název         | Premiéra v USA    | Premiéra v ČR         |
| ------------ | --------- | --------------------- | ------------------- | ----------------- | --------------------- |
| 6            | 1         | Wake Up Call          | Procitání (1. část) | 5. června 2005    | Cinemax?/TV Nova 2008 |
| 7            | 2         | Wake Up Call          | Procitání (2. část) | 5. června 2005    | Cinemax?/TV Nova 2008 |
| 8            | 3         | Voices Carry          | Hlasy druhých       | 12. června 2005   | Cinemax?/TV Nova 2008 |
| 9            | 4         | Weight of the World   | Tíha světa          | 19. června 2005   | Cinemax?/TV Nova 2008 |
| 10           | 5         | Suffer the Children   | Nechte maličkých    | 26. června 2005   | Cinemax?/TV Nova 2008 |
| 11           | 6         | As Fate Would Have It | Osudová rána        | 10. července 2005 | Cinemax?/TV Nova 2008 |
| 12           | 7         | Life Interrupted      | Přerušený život     | 17. července 2005 | Cinemax?/TV Nova 2008 |
| 13           | 8         | Carrier               | Na dosah            | 24. července 2005 | Cinemax?/TV Nova 2008 |
| 14           | 9         | Rebirth               | Znovuzrození        | 31. července 2005 | Cinemax?/TV Nova 2008 |
| 15           | 10        | Hidden                | V úkrytu            | 7. srpna 2005     | Cinemax?/TV Nova 2008 |
| 16           | 11        | Lockdown              | Pod zámkem          | 14. srpna 2005    | Cinemax?/TV Nova 2008 |
| 17           | 12        | The Fifth Page        | Pátá stránka        | 21. srpna 2005    | Cinemax?/TV Nova 2008 |
| 18           | 13        | Mommy's Bosses        | Mámy šéfové         | 28. srpna 2005    | Cinemax?/TV Nova 2008 |

### Třetí řada (2006)
| Č. v seriálu | Č. v řadě | Původní název                   | Český název              | Premiéra v USA    | Premiéra v ČR             |
| ------------ | --------- | ------------------------------- | ------------------------ | ----------------- | ------------------------- |
| 19           | 1         | The New World                   | Nový svět (1. část)      | 11. června 2006   | Cinemax 2006/TV Nova 2010 |
| 20           | 2         | The New World                   | Nový svět (2. část)      | 11. června 2006   | Cinemax 2006/TV Nova 2010 |
| 21           | 3         | Being Tom Baldwin               | Jako Tom Baldwin         | 18. června 2006   | Cinemax 2006/TV Nova 2010 |
| 22           | 4         | Gone (part one)                 | Je pryč (1. část)        | 25. června 2006   | Cinemax 2006/TV Nova 2010 |
| 23           | 5         | Gone (part two)                 | Je pryč (2. část)        | 2. července 2006  | Cinemax 2006/TV Nova 2010 |
| 24           | 6         | Graduation Day                  | Dnes mám promoci         | 9. července 2006  | Cinemax 2006/TV Nova 2010 |
| 25           | 7         | The Home Front                  | Domácí fronta            | 16. července 2006 | Cinemax 2006/TV Nova 2010 |
| 26           | 8         | Blink                           | Droga                    | 23. července 2006 | Cinemax 2006/TV Nova 2010 |
| 27           | 9         | The Ballad of Kevin and Tess    | Balada o Kevinovi a Tess | 30. července 2006 | Cinemax 2006/TV Nova 2010 |
| 28           | 10        | The Starzl Mutation             | Starzlova mutace         | 6. srpna 2006     | Cinemax 2006/TV Nova 2010 |
| 29           | 11        | The Gospel According to Collier | Evangelium podle Coliera | 13. srpna 2006    | Cinemax 2006/TV Nova 2010 |
| 30           | 12        | Terrible Swift Sword            | Bleskový útok            | 20. srpna 2006    | Cinemax 2006/TV Nova 2010 |
| 31           | 13        | Fifty–Fifty                     | Padesát na padesát       | 27. srpna 2006    | Cinemax 2006/TV Nova 2010 |

### Čtvrtá řada (2007)
| Č. v seriálu | Č. v řadě | Původní název                       | Český název | Premiéra v USA    | Premiéra v ČR             |
| ------------ | --------- | ----------------------------------- | ----------- | ----------------- | ------------------------- |
| 32           | 1         | The Wrath of Graham                 |             | 17. června 2007   | Cinemax 2008/TV Nova 2010 |
| 33           | 2         | Fear Itself                         |             | 24. června 2007   | Cinemax 2008/TV Nova 2010 |
| 34           | 3         | Audrey Parker's Come and Gone       |             | 1. července 2007  | Cinemax 2008/TV Nova 2010 |
| 35           | 4         | The Truth and Nothing But the Truth |             | 8. července 2007  | Cinemax 2008/TV Nova 2010 |
| 36           | 5         | Try the Pie                         |             | 15. července 2007 | Cinemax 2008/TV Nova 2010 |
| 37           | 6         | The Marked                          |             | 22. července 2007 | Cinemax 2008/TV Nova 2010 |
| 38           | 7         | Till We Have Built Jerusalem        |             | 29. července 2007 | Cinemax 2008/TV Nova 2010 |
| 39           | 8         | No Exit                             |             | 5. srpna 2007     | Cinemax 2008/TV Nova 2010 |
| 40           | 9         | Daddy's Little Girl                 |             | 12. srpna 2007    | Cinemax 2008/TV Nova 2010 |
| 41           | 10        | One of Us                           |             | 19. srpna 2007    | Cinemax 2008/TV Nova 2010 |
| 42           | 11        | Ghost in the Machine                |             | 26. srpna 2007    | Cinemax 2008/TV Nova 2010 |
| 43           | 12        | Tiny Machines                       |             | 9. září 2007      | Cinemax 2008/TV Nova 2010 |
| 44           | 13        | The Great Leap Forward              |             | 16. září 2007     | Cinemax 2008/TV Nova 2010 |

### Speciál (2006)
| Č. v seriálu | Č. v řadě | Původní název                   | Český název | Premiéra v USA | Premiéra v ČR |
| ------------ | --------- | ------------------------------- | ----------- | -------------- | ------------- |
| 0            | 0         | The 4400: Unlocking the Secrets |             | 4. června 2006 |               |